# 列日共和国
列日共和国（法語：République liégeoise）是历史上一个短命的共和国，与1789年布拉班特革命期间建立的更短命的革命国家比利时合众国同时存在。1789年8月，列日革命颠覆了控制该地区的教会国家——列日采邑主教区，共和国成立。1791年，共和国军队被普魯士和奥地利军队击败，列日采邑主教复辟。